# سیارک ۱۹۲۶۸
سیارک ۱۹۲۶۸ (به انگلیسی: 19268 Morstadt، نامگذاری:1995UZ) نوزده هزار و دویست و شصت و هشتمین سیارک کشف شده‌است که در ۲۱ اکتبر ۱۹۹۵ کشف شد.
قدر مطلق سیارک برابر ۱۵٫۱۰ است.